# Хрипков, Андрей Валентинович
Андре́й Валенти́нович Хрипко́в (род. 30 июня 1990, Фрунзе) — киргизский и российский футболист, защитник.

## Карьера
Воспитанник московского «Динамо». Выступал в чемпионате Молдавии за «Зимбру» Кишинёв. Свой единственный матч в Национальной дивизии провёл 28 августа 2008 года против «ЦСКА-Рапида». Затем, поиграв два сезона в ЛФЛ за вторую команду нижегородской «Волги», перешёл в ивановский «Текстильщик». Через 4 года, в 2014 году по истечении контракта покинул команду. С 2014 по 2015 играл за клуб «КАМАЗ» Набережные Челны. В июне 2015 года перешёл в только что образованный клуб из Нижнего Новгорода «Олимпиец» (с лета 2018 — ФК «Нижний Новгород»), являлся его капитаном, вместе с командой в сезоне 2016/2017 завоевал путёвку в ФНЛ. После окончания сезона 2018/2019 покинул клуб, будучи рекордсменом по количеству сыгранных матчей за него (122). Зимой 2020 года перешел в казахстанский «Иртыш». В январе спустя шесть с половиной лет вернулся в «Текстильщик». С сезона 2022/23 — в команде второй лиги «Машук-КМВ».
В январе Хрипков перешел в киргизский «Дордой», а также собрал все необходимые документы для выступления за национальную сборную этой страны (помимо российского, футболист имеет и гражданство Кыргызстана). Вернувшись из Бишкека, играл за любительский клуб «Родник» из Ивановской области. В мае 2024 года Хрипков был назначен на должность начальника команды «Текстильщик».